# Bolsjaja ruda
Bolsjaja ruda (russisk: Больша́я руда́) er en sovjetisk spillefilm fra 1964 af Vasilij Ordynskij.

## Medvirkende
- Jevgenij Urbanskij som Victor Pronjakin
- Mikhail Gluzskij
- Larisa Luzjina som Vera
- Stanislav Ljubsjin som Antonov
- Inna Makarova som Tamara